# Village People
 (транскр.  Вилиџ пипл) америчка је диско музичка група. Позната по својим сценским костимима и текстовима у својим песмама. Основали су је продуценти Жак Морали и Анри Белоло, као и фронтмен групе Виктор Вилис.
Чланове бенда чини симболична група која представља америчку мушкост. Позната је по својим хит-песмама Macho Man, In the Navy, Go West и Y.M.C.A. Од јануара 2020. Вилис је једини првобитни члан који је остао у групи. У марту 2020. Конгресна библиотека је прогласила песму Y.M.C.A. званичним „америчикм феноменом”.

## Дискографија
- (1977)
- (1978)
- (1978)
- (1979)
- (1979)
- (1980)
- (1981)
- (1982)
- (1985)
- (2018)